# Outpost Security Suite Free
Outpost Security Suite Free — антивирусное программное обеспечение, разрабатываемое российской компанией Agnitum. Outpost Security Suite Free предоставляет защиту от вредоносного программного обеспечения и спама, встроенный межсетевой экран и контроль за компонентами системы. Защита построена на основе модульного разделения.

## Модули
В состав Outpost Security Suite Free входят следующие модули:
- Anti-Malware — блокирует вредоносное и шпионское программное обеспечение
- Anti-Leak — не допускает действий опасных программ и полностью защищает от троянцев, шпионского ПО и других угроз, используя технологии Контроля компонентов (Component Control), Контроля Anti-Leak (Anti-Leak Control) и Защиты системы (System Guard). Anti-Leak обеспечивает первую линию обороны от вредоносного ПО, проактивно контролируя поведение и взаимодействие приложений на персональном компьютере.
- Anti-Spam — обеспечивает надежную защиту от той корреспонденции, которую сам пользователь не хочет получать. Принцип работы компонента основан на статистическом методе Байеса.

## Возможности программы
- Фильтрация входящих и исходящих сетевых соединений
- Глобальные правила для протоколов и портов
- Создание правил сетевого доступа для известных приложений на основе предустановок
- Создание правил для приложений в режиме автообучения: в этом режиме Outpost Security Suite Free предполагает, что деятельность программ является законной, и, соответственно, разрешает доступ к сети и взаимодействие между процессами для таких программ. В то время, когда такие программы устанавливают соединение с Интернет и взаимодействуют с другими программами, Outpost Security Suite Free запоминает их параметры и создает разрешающие правила для всех запрошенных соединений. Согласно этим правилам программы смогут устанавливать соединения после окончания периода автообучения и возвращения продукта к обычному режиму отслеживания сетевой активности, а пользователь уже не будет получать соответствующих запросов - если для запрашиваемого соединения уже существует правило, оно будет определять параметры данного соединения.
- 5 политик работы Outpost: от полного разрешения сетевой активности до полной блокировки (Разрешать все/Режим разрешения/Режим обучения/Режим блокировки/Блокировать все)
- Компонент проактивной защиты — Anti-Leak
- Оповещение о событиях
- Защита в реальном времени от вредоносных объектов
- Отображение сетевой активности
- Журнал действий программы
- Внутренняя защита (например, от попыток остановить сервис)
- ImproveNet — «облачный» сервис, собирающий информацию о локальном взаимодействии приложений на компьютере. Эти новые правила автоматически обновляются у подписчиков ImproveNet и используются для различения вредоносной и безопасной активности.
- SmartScan (кэширование статуса проверки) - технология, повышающая скорость проверки компьютера на наличие вредоносных объектов путём создания специальной базы, в которой хранится информация о уже проверенных "чистых" файлах, которые исключаются из проверки.

## Награды
- В тесте на проактивную защиту на 32-битной платформе (англ. Proactive Security Challenge) лаборатории Matousec Outpost Security Suite Free 7.0 получил оценку «превосходно» (англ. Excellent) с результатом 97 %[1].
- В тесте на проактивную защиту на 64-битной платформе (англ. Proactive Security Challenge 64) лаборатории Matousec Outpost Security Suite Free 7.1.1 (3431.520.1248) получил оценку «хорошо» (англ. Good) с результатом 71 %[2].
- Компания Agnitum вошла в число 5 производителей антивирусов, получивших все сертификации VB100 подряд на ОС Windows (Windows 2000, Windows XP, Vista, Server 2003/2008, Windows 7) с начала 2010 года. Общее число непрерывно пройденных сертификаций VB100% для Outpost составляет более 10.